# Fabrice Divert
Fabrice Divert (ur. 2 września 1967 w May-sur-Orne) – piłkarz francuski grający na pozycji napastnika.

## Kariera klubowa
Divert wychował się w klubie SM Caen, a już w wieku 17 lat awansował do kadry pierwszej drużyny i w sezonie 1984/1985 zadebiutował w niej w rozgrywkach Ligue 2. Jednak w pierwszych czterech sezonach swojej kariery pełnił rolę rezerwowego. W 1988 roku awansował wraz z Caen do Ligue 1 i wtedy też awansował do wyjściowego składu drużyny z Normandii. W sezonie 1988/1989 stał się jednym z najlepszych strzelców ligi, gdy zdobył 14 goli. Sezon później zaliczył 15 trafień, a w 1990/1991 – 11.
Latem 1991 Divert odszedł z Caen i został zawodnikiem Montpellier HSC. W klubie tym stworzył atak z Jackiem Zioberem i do końca sezonu strzelił 14 goli w Ligue 1. W kolejnych trzech sezonach także należał do najlepszych strzelców drużyny z południa Francji, a w 1995 roku odszedł do EA Guingamp. Jednak po rozegraniu 4 spotkań w lidze postanowił zakończyć karierę piłkarską. Od 2005 roku Fabrice ponownie gra w piłkę, w amatorskim szóstoligowym zespole AS Verson.
| Sezon   | Klub            | Kraj    | Rozgrywki | Mecze | Bramki |
| ------- | --------------- | ------- | --------- | ----- | ------ |
| 1984/85 | SM Caen         | Francja | Ligue 2   | 5     | 0      |
| 1985/86 | SM Caen         | Francja | Ligue 2   | 12    | 0      |
| 1986/87 | SM Caen         | Francja | Ligue 2   | 13    | 2      |
| 1987/88 | SM Caen         | Francja | Ligue 2   | 8     | 0      |
| 1988/89 | SM Caen         | Francja | Ligue 1   | 31    | 14     |
| 1989/90 | SM Caen         | Francja | Ligue 1   | 38    | 15     |
| 1990/91 | SM Caen         | Francja | Ligue 1   | 38    | 11     |
| 1991/92 | Montpellier HSC | Francja | Ligue 1   | 38    | 14     |
| 1992/93 | Montpellier HSC | Francja | Ligue 1   | 35    | 7      |
| 1993/94 | Montpellier HSC | Francja | Ligue 1   | 35    | 7      |
| 1994/95 | Montpellier HSC | Francja | Ligue 1   | 27    | 10     |
| 1995/96 | EA Guingamp     | Francja | Ligue 1   | 4     | 2      |

## Kariera reprezentacyjna
W reprezentacji Francji Divert zadebiutował 28 marca 1990 w wygranym 3:1 towarzyskim spotkaniu z Węgrami. 27 maja 1992 zdobył gola dla drużyny „Tricolores”, w sparingu ze Szwajcarią (1:2). W tym samym roku był w kadrze powołanej przez Michela Platiniego na Euro 92, jednak nie zagrał tam ani minuty. Ogółem w reprezentacji Francji rozegrał 3 mecze i zdobył jednego gola.